# شارل تاكيي
شارل تاكيي (12 نوفمبر 1984 غانا - ) هو لاعب كرة قدم غاني، يلعب كلاعب وسط، شارك في كأس الأمم الأفريقية 2012.

## وصلات خارجية
شارل تاكيي على موقع قاعدة بيانات كرة القدم.إي يو (الإنجليزية)
- شارل تاكيي على موقع بيانات كرة القدم. دي إي (الألمانية)
- شارل تاكيي على موقع ناشيونال فوتبول تيمز (الإنجليزية)
- شارل تاكيي على موقع Soccerway.com (الإنجليزية)
- شارل تاكيي على موقع عالم كرة القدم.نت (الإنجليزية)